# Crkva sv. Jurja Mučenika i sv. Jakova Apostola u Oborovu
Crkva sv. Jurja Mučenika i sv. Jakova Apostola rimokatolička je crkva u naselju Oborovo koje je u sastavu općine Rugvica i zaštićeno kulturno dobro.

## Opis dobra
Crkva je podignuta u središtu naselja i uvučena od ceste u zelenilo velike parcele. Jednobrodna je građevina velikih dimenzija s pravokutnom lađom i užim izduženim svetištem sa stiješnjenom apsidom. Vanjštinom crkve dominira peterokatni zvonik s piramidalnom kapom naslonjen na glavno pročelje. Na spoju zvonika i pročelja je vanjsko polukružno stubište. Unutrašnjost je svođena baroknim križnim svodovima s polukružnim pojasnicama i opremljena baroknim inventarom iz sredine 18. st. (bogato oblikovan glavni oltar, bočni oltari i propovjedaonica). Prva zidana crkva sagrađena je 1642. g., a današnja je dovršena 1755. g. i obnovljena 1906.g.

## Zaštita
Pod oznakom Z-2351 zavedena je kao nepokretno kulturno dobro – pojedinačno, pravna statusa zaštićena kulturnog dobra, klasificirano kao "sakralna graditeljska baština".